# Yōkai, le monde des esprits (film)
Pour plus de détails, voir Fiche technique et Distribution.
Yōkai, le monde des esprits est un film musical franco-japonais réalisé par Eric Khoo. Il sort au cinéma le 26 février 2025.
Le film fut présenté en avant-première au festival international du film de Busan ainsi qu'au Tokyo international film festival.

## Synopsis
Claire, une célèbre chanteuse, s’envole au Japon pour un dernier concert à guichets fermés. Après le concert, elle meurt énivrée au saké dans un bar de la ville. Devenue un esprit, elle rencontre Yuzo, l'un de ses plus grands fans, décédé à quelques jours du concert. Ensemble, ils tentent d'aider son fils Hayato, un réalisateur renommé qui a perdu l'envie de vivre, et l'accompagnent à travers le Japon alors qu'il rend visite à sa mère qui l'avait abandonné enfant,.

## Fiche technique
Sauf indication contraire, les informations mentionnées dans cette section peuvent être confirmées par les bases de données cinématographiques IMDb et Allociné,  présentes dans la section « Liens externes ».
- Titre français : Yōkai, le monde des esprits
- Titre anglophone : Spirit World
- Réalisation : Eric Khoo
- Scénario : Edward Khoo
- Musique : Jeanne Cherhal
- Décors :
- Costumes : Pascaline Chavanne
- Photographie : Adrian Tan
- Montage :
- Production : Matilde Incerti
- Sociétés de production : M.I. Movies, Knockonwood et Zhao Wei Films
- Société de distribution : ARP Sélection (France)
- Budget :
- Pays de production :  France,  Japon
- Langue originale : français, japonais
- Format : couleur
- Genre : comédie dramatique, fantastique
- Durée : 105 minutes
- Attachés de presse : Matilde Incerti, Thomas Chanu Lambert
- Dates de sortie[3] :
  - Corée du Sud : 11 octobre 2024 (festival de Busan)
  - France : 26 février 2025[4]

## Distribution
- Catherine Deneuve : Claire Emery
- Masaaki Sakai : Yuzo Nobusawa
- Yutaka Takenouchi : Hayato Nobusawa
- Jun Fubuki : Meiko

## Production
Le film, basé sur un scénario original, est structuré comme une coproduction impliquant des sociétés de Singapour, du Japon et de la France. Les autorités de Singapour ont soutenu financièrement le projet,. En janvier 2024, le tournage débute à Takasaki, sur l'île de Honshu entre Tokyo et Kyoto, où elle s'est poursuivie pendant 10 jours, avant de se déplacer vers d'autres lieux.

## Sortie et accueil
Le film est présenté en avant-première le 11 octobre 2024, en clôture du festival international du film de Busan.
Il sort ensuite dans les salles françaises en février 2025, distribué par ARP Sélection. Les crtiques de cinéma sont partagées, certains qualifiant le film de «film curieux mais particulièrement séduisant», ou encore indiquant que «plus que par quelques réponses faciles, le film est habité par une série de questionnements qui ont à voir avec le sens de la vie comme de la mort, notre capacité à surmonter la perte de ceux qui nous sont chers, la création artistique, ce que l’on fait du temps qui passe»,d'autres se montrent déçus, estimant que ce long-métrage n'apporte rien de nouveau sur le thème des esprits  guidant les vivants vers l’acceptation d’un deuil ou d’un chagrin.